# 21302 Shirakamisanchi
21302 Shirakamisanchi è un asteroide della fascia principale. Scoperto nel 1996, presenta un'orbita caratterizzata da un semiasse maggiore pari a 2,3242747 UA e da un'eccentricità di 0,1081682, inclinata di 4,22613° rispetto all'eclittica.